# Classification officielle des vins de Bordeaux de 1855

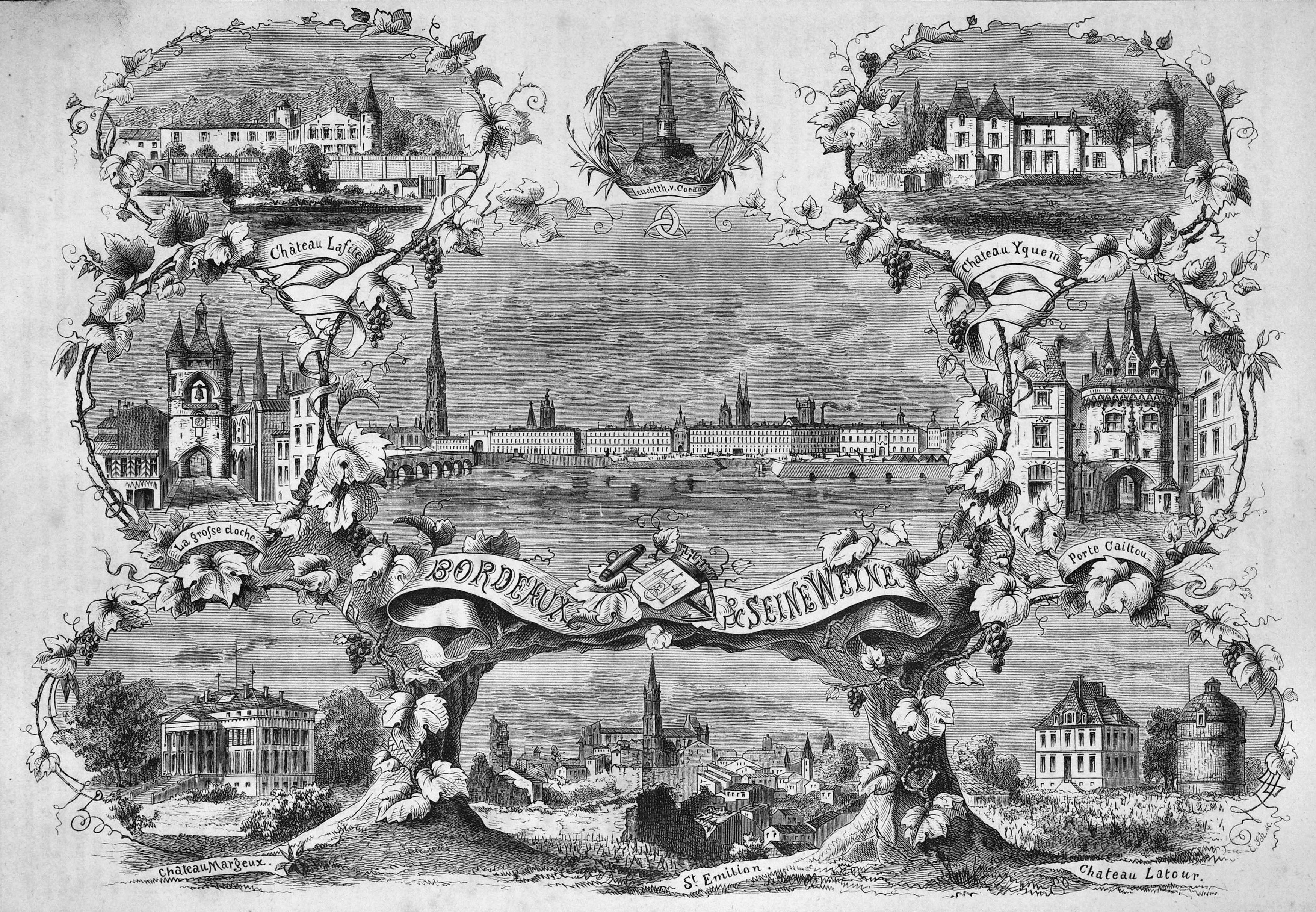
Une représentation des monuments bordelais en 1869, avec notamment aux quatre angles les châteaux Lafite, Yquem, Latour et Margaux, qui sont parmi les propriétés les mieux classées en 1855.

La classification officielle des vins de Bordeaux de 1855 a été établie à l'occasion de l'exposition universelle de Paris de 1855, à la demande de Napoléon III.
Réalisé par la Chambre de commerce de Bordeaux, ce classement n'inclut que des vins de la rive gauche de la Garonne, qui en dépendaient, et aucun de la rive droite, qui dépendaient de celle de Libourne.
Ce classement, qui a légèrement évolué au fil du temps, fait encore actuellement office de référence, malgré de nombreuses critiques.

## Historique
Des classements des vins de Bordeaux ont existé dès l'époque moderne (par exemple ceux d'Abraham Lawton entre 1742 et 1775, et celui de Thomas Jefferson en 1787), mais la première classification officielle des bordeaux date de 1855.

### Demande et méthode

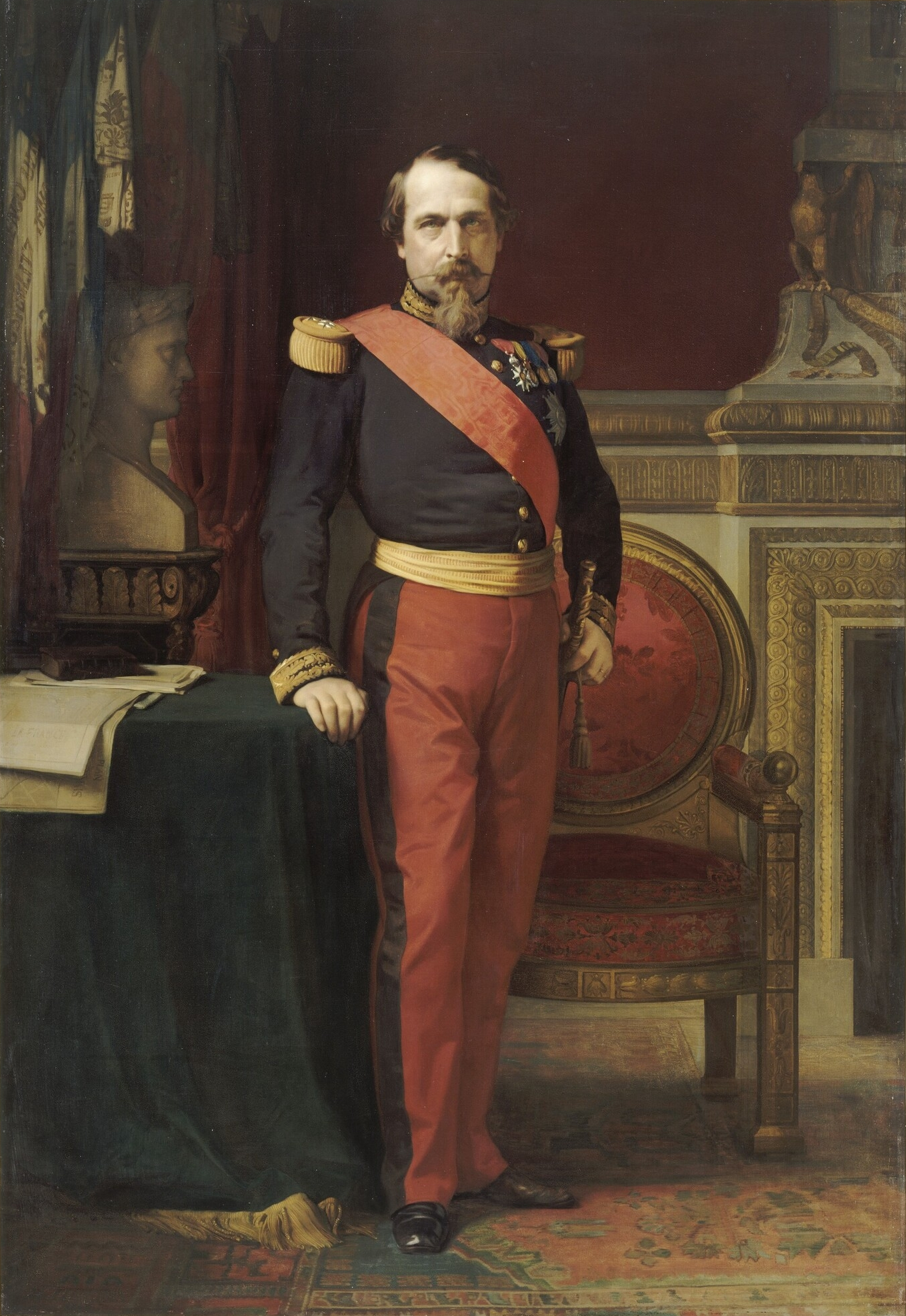
Napoléon III.

Napoléon III décide d'organiser une exposition universelle en 1855 à Paris, et des comités officiels sont donc chargés de sélectionner les produits et œuvres d'art admis à être exposés.
Lodi-Martin Duffour-Dubergier, président de la Chambre de commerce de Bordeaux et par ailleurs négociant en vin et propriétaire des châteaux Smith Haut Lafitte et Gironville, fait préparer une carte du vignoble pour montrer d'où viennent les meilleurs crus. Pour renforcer cette idée de qualité des vins de Bordeaux, il souhaite établir un classement des meilleurs vins de la région.
C'est ainsi que le Syndicat des courtiers bordelais reçoit de la Chambre de commerce de Bordeaux une lettre datant du 6 avril 1855 demandant « de vouloir bien nous transmettre la liste bien exacte et bien complète de tous les crus rouges classés du département […] également […] la classification relative aux grands vins blancs ». Ces courtiers de l'industrie vinicole bordelaise établissent donc un classement, non pas à partir de dégustations, mais à partir des prix des vins qu'ils commercialisent sur plusieurs décennies, avec l'idée que le temps a fait que les meilleurs vins ont atteint les prix les plus élevés.
Les vins sont alors classés en importance du premier au cinquième cru. Tous les rouges viennent de la région du Médoc sauf le Château Haut-Brion produit dans les Graves. Les blancs sont limités à la variété liquoreuse des sauternes et barsac sur trois niveaux. Seuls sont retenus des vins de la rive gauche de la Garonne, car ce sont ceux qui dépendaient de la Chambre de commerce de Bordeaux, sollicitée pour l'établissement du classement, alors que les vins de la rive droite (tels que les pomerol, saint-émilion, etc.) dépendaient de la Chambre de commerce de Libourne, qui n'a pas été sollicitée, et étaient donc commercialisés par les courtiers de Libourne et non de Bordeaux.

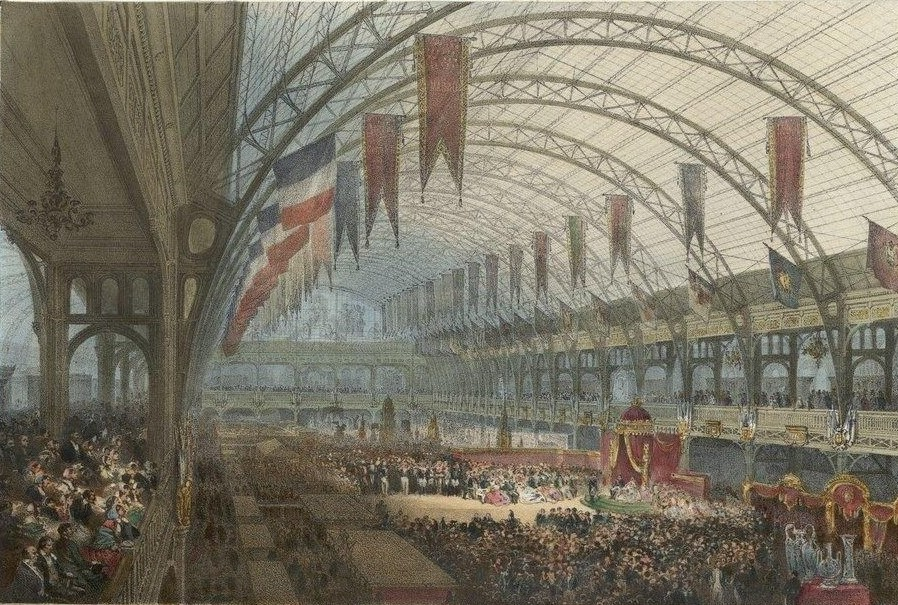
Exposition universelle de 1855 à Paris.

Le classement est publié le 18 avril 1855.

« Messieurs,
Nous avons eu l'honneur de recevoir votre lettre du 5 de ce mois, par la quelle vous nous demandiez la liste complète des vins rouges classés de la Gironde, ainsi que celle de nos grands vins blancs.
Afin de nous conformer à votre désir, nous nous sommes entourés de tous les renseignements possibles, et nous avons l'honneur de vous faire connaitre, par le tableau ci-joint, le résultat de nos informations.
Vous savez comme nous, Messieurs, combien ce classement est chose délicate et éveille des susceptibilités. Aussi n'avons nous pas eu la pensée de dresser un état officiel de nos grands vins, mais bien de soumettre à vos lumières un travail dont les éléments ont été précisés aux meilleures sources.
Pour répondre au P.S. de votre lettre, nous pensons qu'en supposant que les 1ers crus valassent 3 000 francs, les :
Deuxièmes devraient être cotés : 2 500 à 2 700 ;
Troisièmes _________________ 2 100 à 2 400 ;
Quatrièmes ________________ 1 800 à 2 100 ;
Cinquièmes ________________ 1 400 à 1 600.

Nous sommes avec respect, Messieurs, vos bien dévoués serviteurs. »

— Lettre des syndics des courtiers de commerce, aux membres de la chambre de commerce de Bordeaux, le 18 avril 1855.

## Classement d'origine
Le document manuscrit d'origine est reproduit ici avec ses erreurs d'orthographe et de typographie. Le classement comprenait initialement :
- pour les rouges, 57 crus dont quatre premiers crus, douze seconds crus, quatorze troisièmes crus, onze quatrièmes crus et seize cinquièmes crus ;
- pour les blancs, 21 crus dont un premier cru supérieur suivi de neuf premiers crus et de onze deuxièmes crus.

### Vins rouges
| Classements     | R. | Crûs                        | Communes        | Propriétaires                                |
| --------------- | -- | --------------------------- | --------------- | -------------------------------------------- |
| Premiers Crûs   | 1  | Chateau Lafite              | Pauillac        | Sir Samuel Scott Baronnet                    |
| Premiers Crûs   | 2  | Chateau Margaux             | Margaux         | Aquado                                       |
| Premiers Crûs   | 3  | Chateau Latour              | Pauillac        | de Beaumont de Courtivron de Flers           |
| Premiers Crûs   | 4  | Haut Brion                  | Pessac (Graves) | Eugène Larieu                                |
| Seconds Crûs    | 5  | Mouton                      | Pauillac        | Bon N. de Rothschild                         |
| Seconds Crûs    | 6  | Rauzan Ségla Rauzan Gassies | Margaux         | Comtesse de Castelpers Viguerie              |
| Seconds Crûs    | 8  | Léoville                    | St Julien       | Marquis de las Cazes Baron de Poyféré Barton |
| Seconds Crûs    | 9  | Vivens Durfort              | Margaux         | de Puysegur                                  |
| Seconds Crûs    | 10 | Gruau Laroze                | St Julien       | de Bethman Baron Sarget de Boisgerard        |
| Seconds Crûs    | 11 | Lascombe                    | Margaux         | Mademoiselle Hue                             |
| Seconds Crûs    | 12 | Brane                       | Cantenac        | Baron de Brane                               |
| Seconds Crûs    | 13 | Pichon Longueville          | Pauillac        | Baron de Pichon Longueville                  |
| Seconds Crûs    | 14 | Ducru Beau Caillou          | St Julien       | Ducru - Bavex                                |
| Seconds Crûs    | 15 | Cos Destournel              | St Estephe      | Martyns                                      |
| Seconds Crûs    | 16 | Montrose                    | St Estephe      | Dumoulin                                     |
| Troisièmes Crûs | 17 | Kirwan                      | Cantenac        | Deschryver                                   |
| Troisièmes Crûs | 18 | Chateau d'Issan             | Cantenac        | Blanchy                                      |
| Troisièmes Crûs | 19 | Lagrange                    | St Julien       | Comte Duchatel                               |
| Troisièmes Crûs | 20 | Langoa                      | St Julien       | Barton                                       |
| Troisièmes Crûs | 21 | Giscours                    | Labarde         | J. P. Pescatore                              |
| Troisièmes Crûs | 22 | St Exupéry                  | Margaux         | Fourcade                                     |
| Troisièmes Crûs | 23 | Boyd                        | Cantenac        | Plusieurs propriétaires                      |
| Troisièmes Crûs | 24 | Palmer                      | Cantenac        | Émile Pereire                                |
| Troisièmes Crûs | 25 | Lalagune                    | Ludon           | Vve Jouffrey Piston                          |
| Troisièmes Crûs | 26 | Desmirail                   | Margaux         | Sipiere                                      |
| Troisièmes Crûs | 27 | Dubignon (en)               | Margaux         | Ppe Dubignon Min Dubignon                    |
| Troisièmes Crûs | 28 | Calon                       | St Estèphe      | Sévère Lestapis de Paris                     |
| Troisièmes Crûs | 29 | Ferriere                    | Margaux         | Vve J. Ferriere                              |
| Troisièmes Crûs | 30 | Becker                      | Margaux         | Szjarderski & Rolland                        |
| Quatrièmes Crûs | 31 | St Pierre                   | St Julien       | Bontemps Dubary Vve Roullet Vve Galloupeau   |
| Quatrièmes Crûs | 32 | Talbot                      | St Julien       | Marquis d'Aux                                |
| Quatrièmes Crûs | 33 | DuLuc                       | St Julien       | DuLuc ainé                                   |
| Quatrièmes Crûs | 34 | Duhart                      | Pauillac        | Casteja                                      |
| Quatrièmes Crûs | 35 | Poujet-Lassale              | Cantenac        | Izan                                         |
| Quatrièmes Crûs | 36 | Poujet                      | Cantenac        | de Chavaille                                 |
| Quatrièmes Crûs | 37 | Carnet                      | St Laurent      | de Luëtkens                                  |
| Quatrièmes Crûs | 38 | Rochet                      | St Estèphe      | Vve Lafon de Camarsac                        |
| Quatrièmes Crûs | 39 | Chat. de Beychevele         | St Julien       | P. F. Guestier Jor                           |
| Quatrièmes Crûs | 40 | Le Prieuré                  | Cantenac        | Vve Pagès                                    |
| Quatrièmes Crûs | 41 | Marquis de Thermes          | Margaux         | Oscar Sollberg                               |
| Cinquièmes Crûs | 42 | Canet                       | Pauillac        | de Pontet                                    |
| Cinquièmes Crûs | 43 | Batailley                   | Pauillac        | P. F. Guestier Jor                           |
| Cinquièmes Crûs | 44 | Grand Puy                   | Pauillac        | Fre : Lacoste ainé                           |
| Cinquièmes Crûs | 45 | Artigues Arnaud             | Pauillac        | Durey                                        |
| Cinquièmes Crûs | 46 | Lynch                       | Pauillac        | Jurine                                       |
| Cinquièmes Crûs | 47 | Lynch Moussas               | Pauillac        | Vasquez                                      |
| Cinquièmes Crûs | 48 | Dauzac                      | Labarde         | Wiebrok                                      |
| Cinquièmes Crûs | 49 | Darmailhac                  | Pauillac        |                                              |
| Cinquièmes Crûs | 50 | Le Tertre                   | Arsac           | Henry                                        |
| Cinquièmes Crûs | 51 | Haut Bages                  | Pauillac        | Liberal                                      |
| Cinquièmes Crûs | 52 | Pedescleaux                 | Pauillac        | Pedescleaux                                  |
| Cinquièmes Crûs | 53 | Coutenceau                  | St Laurent      | Bruno Devez                                  |
| Cinquièmes Crûs | 54 | Camensac                    | St Laurent      | Popp                                         |
| Cinquièmes Crûs | 55 | Cos Labory                  | St Estephe      | Martyns                                      |
| Cinquièmes Crûs | 56 | Clerc Milon                 | Pauillac        | Clerc                                        |
| Cinquièmes Crûs | 57 | Croizet Bages               | Pauillac        |                                              |

Classement original manuscrit du 18 avril 1855
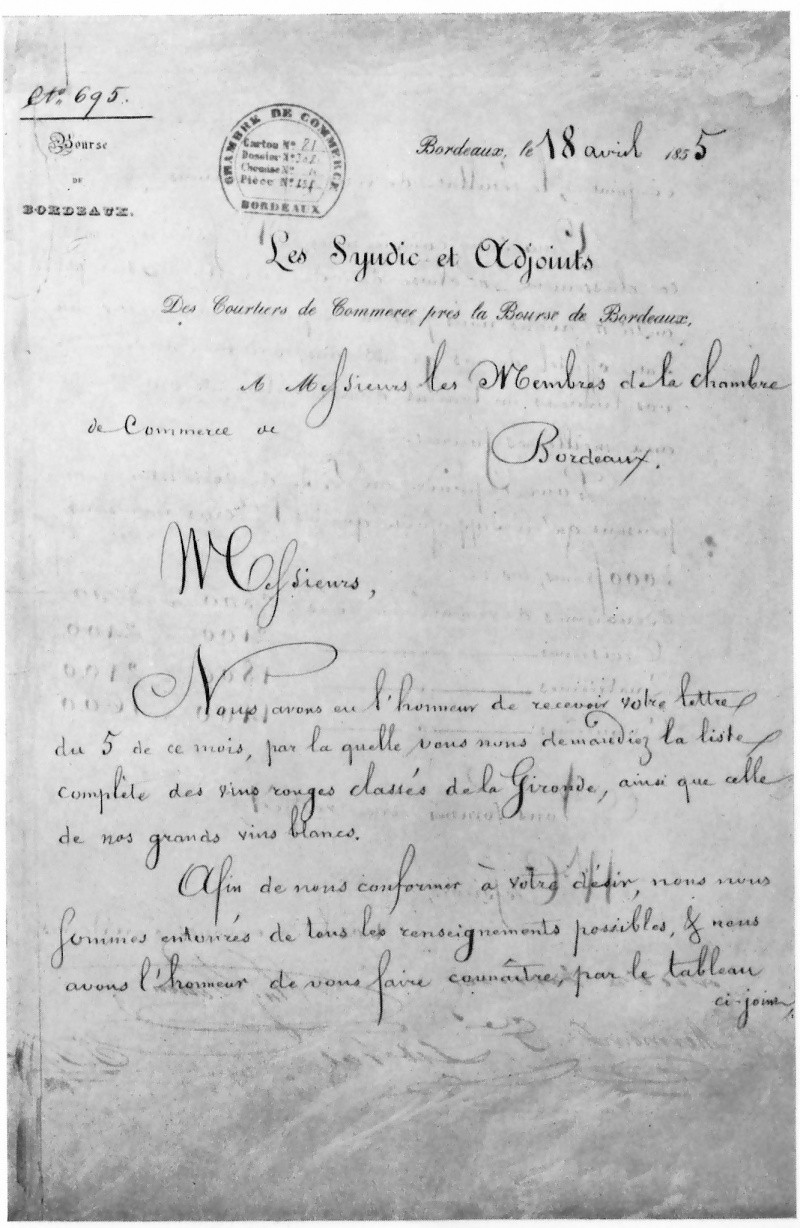
Lettre de présentation (1re page)
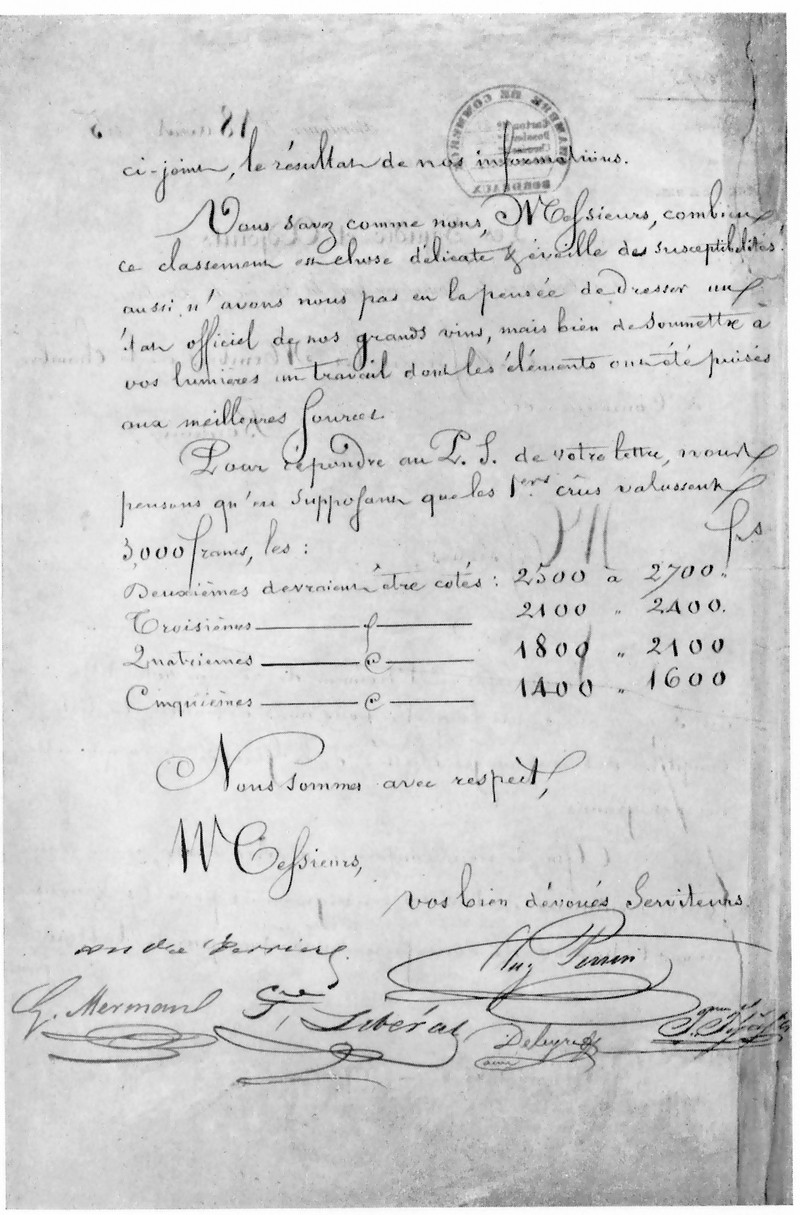
Lettre de présentation (2e page)
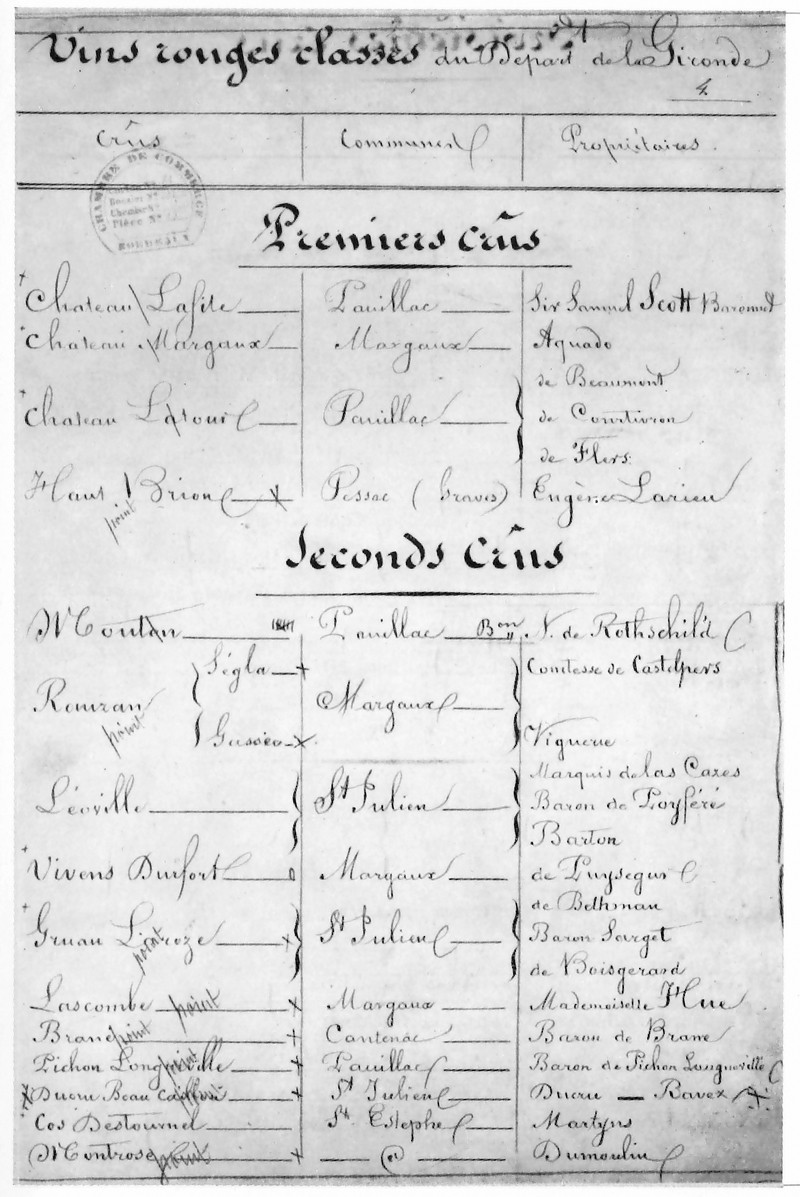
Premiers et seconds crûs
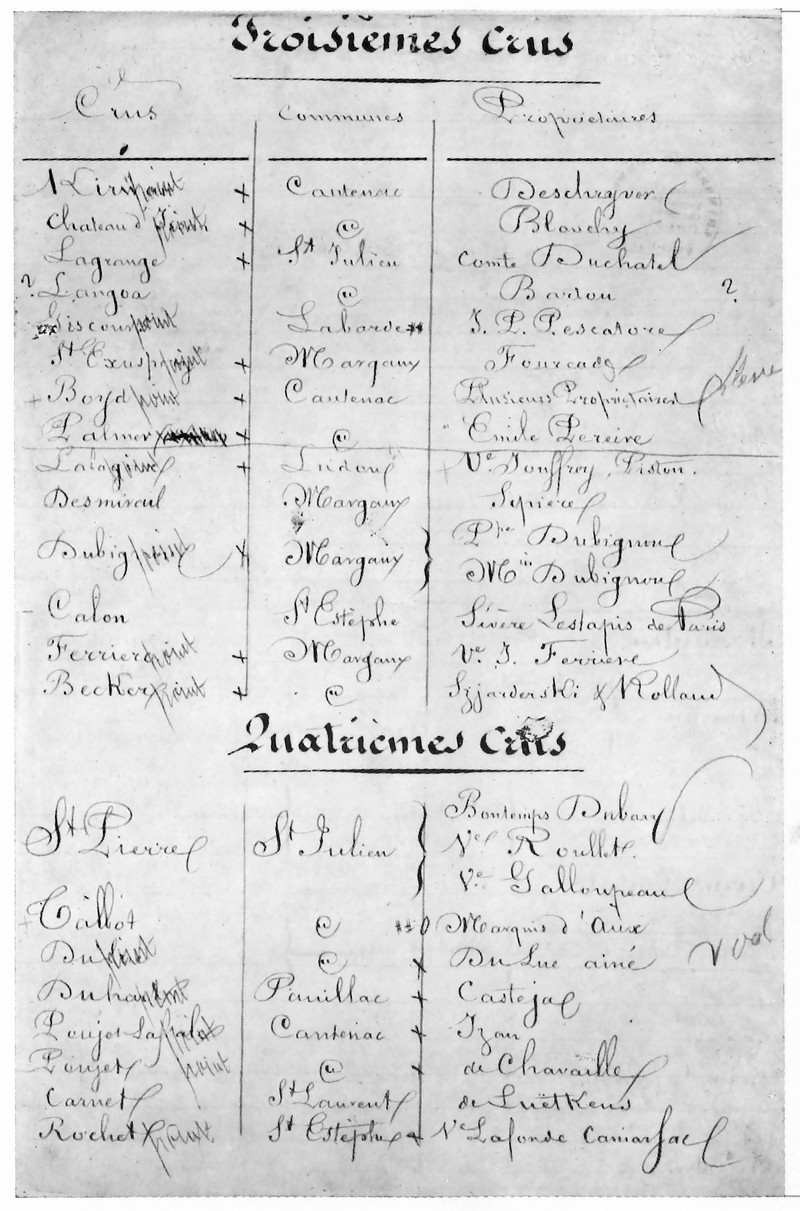
Troisièmes et quatrièmes crûs
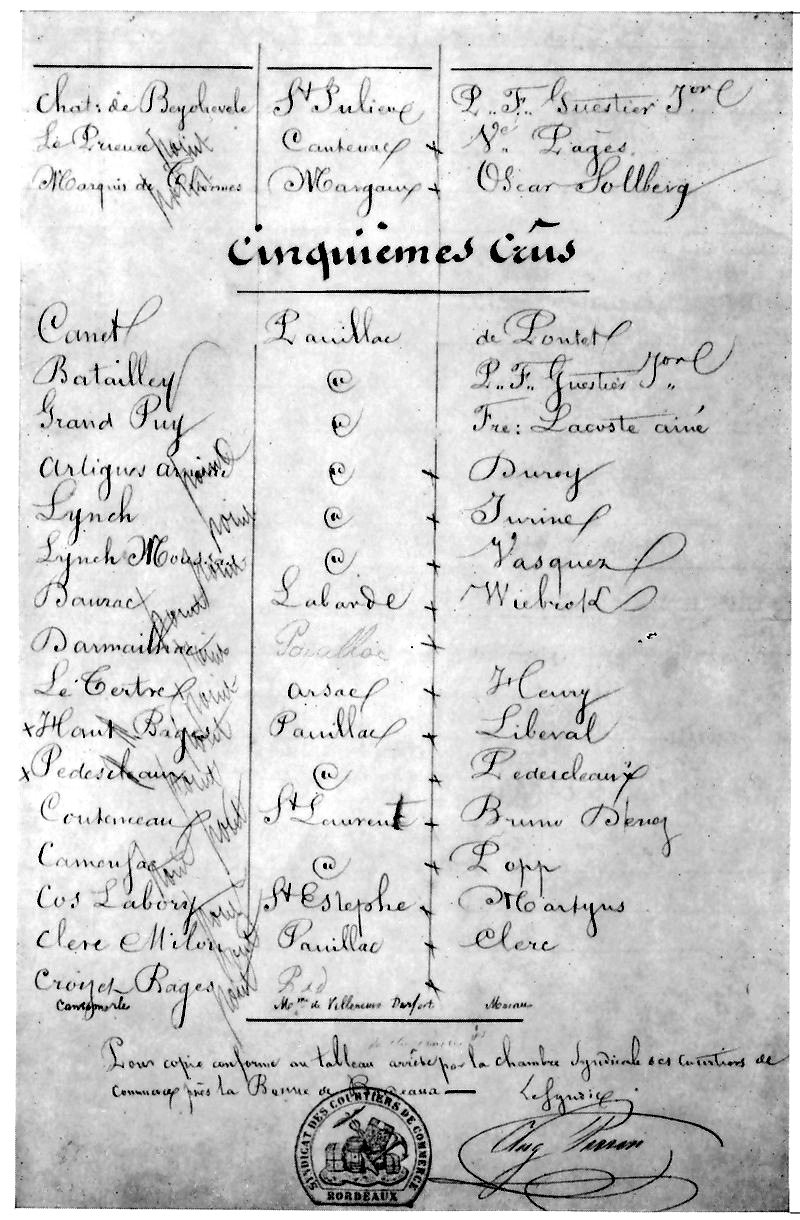
Quatrièmes et cinquièmes crûs

#### Modifications
Ce classement n'a connu que deux changements depuis sa création :
- le premier intervient le 16 septembre 1855, alors que l'exposition universelle de Paris n'est pas encore terminée : Château Cantemerle est alors ajouté comme cinquième cru (par simple rajout manuscrit à la liste antérieure). La demande du propriétaire de l'époque, Caroline de Villeneuve-Durfort, a été acceptée par le Syndicat des courtiers de Bordeaux car le domaine vendait jusqu'en 1854 directement à ses clients (surtout néerlandais), sans passer par les négociants bordelais, qui n'ont donc pas pris en compte son prix sur plusieurs années[8].
- le second a lieu le 21 juin 1973 : Château Mouton Rothschild obtient de passer du rang de deuxième à premier cru[9], par décision signée du ministre de l'Agriculture Jacques Chirac, donnant satisfaction aux demandes répétées (déposées en 1961, 1969 et 1971) du propriétaire de Mouton, Philippe de Rothschild[10]. Ce dernier a subi l'opposition de son cousin, Élie de Rothschild, le propriétaire de Lafite, puis d'Alexandre de Lur Saluces, propriétaire d'Yquem. La devise du domaine passe ainsi de « Premier ne puis, second ne daigne, Mouton suis » à « Premier je suis, second je fus, Mouton ne change ».

#### De 57 à 61 crus
Outre ces deux changements, d'autres événements ont affecté le classement pour le faire passer de 57 crus à l'origine à 61 crus actuellement :
- le Château Dubignon (en) n'existe plus. Ses vignobles ont été absorbés en 1960 par le Château Malescot Saint-Exupéry et le Château Margaux ;
- le Château Pouget-Lassale a été intégré au Château Pouget en 1874 ;
- le Château Léoville était déjà divisé au moment du classement mais, du fait d'un imbroglio juridique entre les propriétaires à cette époque, les courtiers ont choisi de ne pas distinguer les différents domaines tout en mentionnant les noms de leurs trois propriétaires. En 1880, au terme des batailles juridiques, le très vaste domaine de Léoville est finalement séparé en trois entités distinctes : le Château Léoville Las Cases, le Château Léoville Poyferré et le Château Léoville Barton ;
- le Château Pichon Longueville fut définitivement scindé en deux en 1860 (officiel juridiquement en 1908) pour former le Château Pichon-Longueville actuel et le Château Pichon Longueville Comtesse de Lalande ;
- le Château Boyd connait une succession de propriétaires qui aboutit finalement à la division du domaine en deux propriétés : le Château Boyd-Cantenac et le Château Cantenac Brown ;
- le Château Batailley est séparé en deux, par Francis et Marcel Borie en 1942, pour aboutir à la création du Château Haut-Batailley.

Au fil du temps, les propriétés classées ont pu également changer de superficie, sans que cela ait été pris en compte. Ce classement et les 88 châteaux (61 rouges et 27 blancs) qui en font désormais partie sont un sujet de discussions, de critiques et de débats parmi les amateurs.

### Vins blancs
| Classements       | R. | Crûs           | Communes  | Propriétaires             |
| ----------------- | -- | -------------- | --------- | ------------------------- |
| 1er Crû Supérieur | 1  | Yquem          | Sauternes | de Lur-Saluces (Bertrand) |
| Premiers Crûs     | 2  | Latour Blanche | Bommes    | Focke                     |
| Premiers Crûs     | 3  | Peyraguey      | Bommes    | Lafaurie ainé             |
| Premiers Crûs     | 4  | Vigneau        | Bommes    | Vve de Reyne              |
| Premiers Crûs     | 5  | Suduiraut      | Preignac  | Guillot Frères            |
| Premiers Crûs     | 6  | Coutet         | Barsac    | de Lur-Saluces (Bertrand) |
| Premiers Crûs     | 7  | Climens        | Barsac    | Lacoste                   |
| Premiers Crûs     | 8  | Bayle          | Sauternes | Dépons & Cie              |
| Premiers Crûs     | 9  | Rieusec        | Sauternes | Mayé                      |
| Premiers Crûs     | 10 | Rabeaud        | Bommes    | Deyme                     |
| Deuxièmes Crûs    | 11 | Mirat          | Barsac    | Moller                    |
| Deuxièmes Crûs    | 12 | Doisy          | Barsac    | Daene                     |
| Deuxièmes Crûs    | 13 | Pexoto         | Bommes    | Vve Lacoste               |
| Deuxièmes Crûs    | 14 | D'arche        | Sauternes | Lafaurie & Cie            |
| Deuxièmes Crûs    | 15 | Filhot         | Sauternes | de Lur-Saluces (Bertrand) |
| Deuxièmes Crûs    | 16 | Broustet Nerac | Barsac    | Capdeville                |
| Deuxièmes Crûs    | 17 | Caillou        | Barsac    | Saraute                   |
| Deuxièmes Crûs    | 18 | Suau           | Barsac    | Pédescleaux               |
| Deuxièmes Crûs    | 19 | Malle          | Preignac  | de Lur-Saluces (Henry)    |
| Deuxièmes Crûs    | 20 | Romer          | Preignac  | de Lamyre Mory            |
| Deuxièmes Crûs    | 21 | Lamothe        | Sauternes | Vve Baptiste              |

#### De 21 à 27 crus
Le classement est passé de 21 crus à l'origine à 27 crus actuellement. Cette différence est due aux événements suivants :
- à l'origine, le classement comprenait également parmi les deuxièmes crus le Château Pexoto, propriété au départ du banquier bordelais Samuel Peixotto puis par la suite de la famille Lacoste. Il a été intégré en 1872 au Château Rabaud ;
- en 1878 au décès de la comtesse Duchâtel, propriétaire du Château Peyraguey, Marguerite Tanneguy Duchâtel, son unique héritière, décide de séparer en deux lots la vente de la propriété. Il en résultera le Clos Haut-Peyraguey et le Château Lafaurie-Peyraguey ;
- en décembre 1903 et à la suite d'un désaccord de ses propriétaires, le Château Rabaud est scindé en deux propriétés égales : le Château Sigalas Rabaud et le Château Rabaud-Promis ;
- la succession du Château Broustet Nérac, après le décès de son propriétaire Bernard Capdeville en 1861, va conduire, par héritage de ses deux filles, à la création du Château Broustet et du Château Nairac ;
- après 1875, le Château Doisy est divisé en trois entités distinctes du fait du décès de Jean Jacques Emmanuel Daëne, son propriétaire, et de l’application des lois napoléoniennes sur les successions : le Château Doisy Daëne, le Château Doisy-Dubroca et le Château Doisy-Védrines ;
- le Château Lamothe est divisé en deux en 1981 et cela conduit à la création du Château Lamothe Guignard ;
- le Château Romer est scindé en deux au début du XXe siècle et le Château Romer du Hayot résulte de la scission.

## Classement des rouges

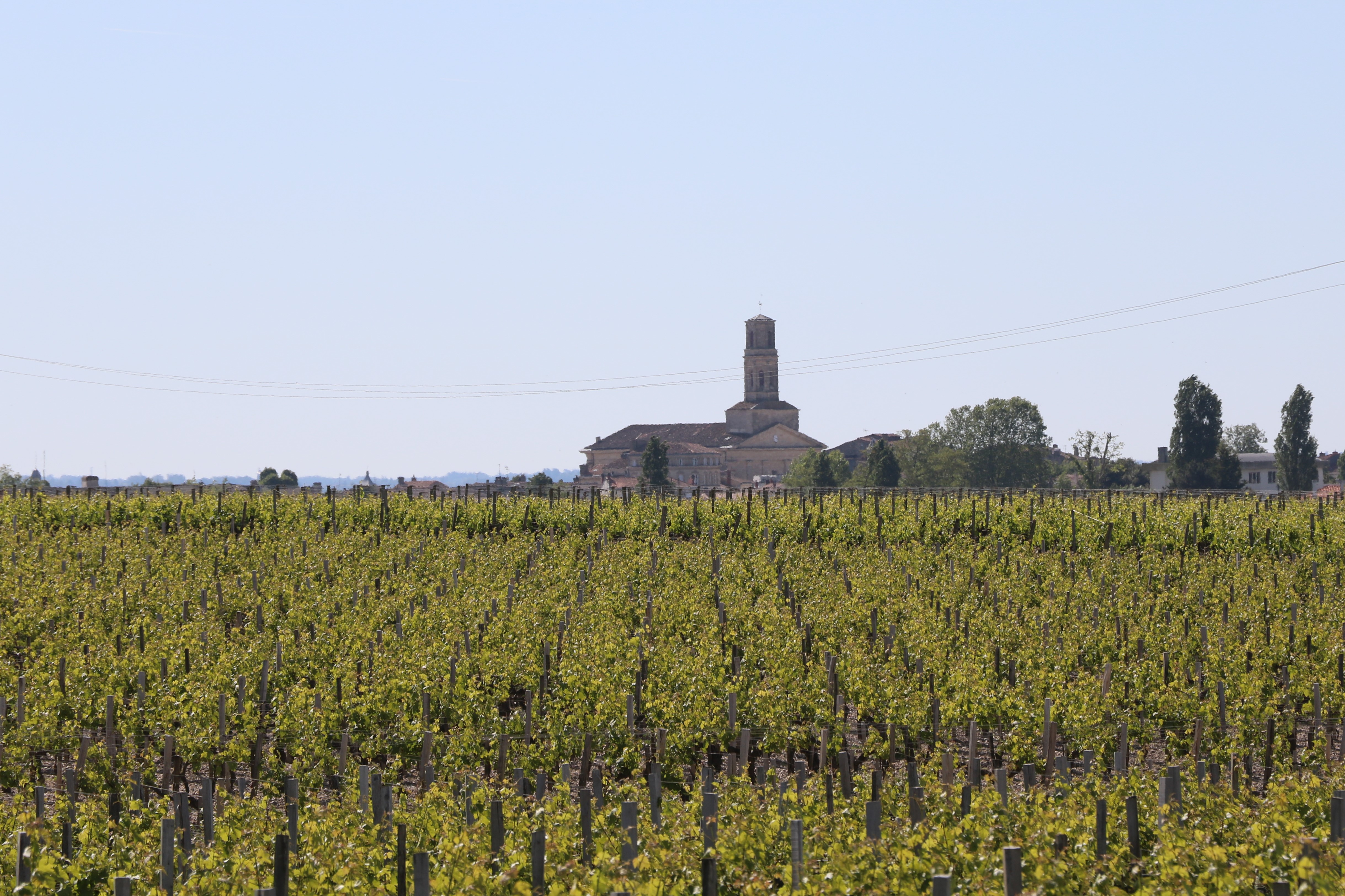
Le vignoble de Pauillac compte 18 grands crus classés en 1855, dont trois des cinq premiers crus.

La liste ci-dessous correspond à la version actuelle de la classification et comprend 61 crus dont cinq premiers crus, quatorze seconds crus, quatorze troisièmes crus, dix quatrièmes crus et dix huit cinquièmes crus. Les différences avec la version de 1855 sont explicitées entre parenthèses et le nom du cru à l'origine est précisé lorsqu'il diffère de l'actuel. Lorsque la commune sur laquelle se trouve un château est différente de celle ayant donné son nom à son appellation, ceci est précisé entre parenthèses. Les châteaux sont regroupés par appellation, et celles-ci sont présentées par ordre alphabétique.

### Premiers crus
- Château Margaux, margaux[a] ;
- Château Lafite Rothschild, pauillac - Lafite à l'origine ;
- Château Latour, pauillac ;
- Château Mouton Rothschild, pauillac (second cru en 1855, promu en premier cru en 1973) - Mouton à l'origine ;
- Château Haut-Brion, pessac-léognan (graves jusqu'en 1986).

### Deuxièmes crus
- Château Brane-Cantenac, margaux (à Cantenac) - Brane à l'origine ;
- Château Durfort-Vivens, margaux - Vivens Durfort à l'origine ;
- Château Lascombes, margaux - Lascombe à l'origine ;
- Château Rauzan-Gassies, margaux ;
- Château Rauzan-Ségla, margaux ;
- Château Pichon-Longueville, pauillac ;
- Château Pichon Longueville Comtesse de Lalande, pauillac - Pichon Longueville à l'origine ;
- Château Cos d'Estournel, saint-estèphe - Cos Destournel à l'origine ;
- Château Montrose, saint-estèphe ;
- Château Ducru-Beaucaillou, saint-julien - Ducru Beau Caillou à l'origine ;
- Château Gruaud Larose, saint-julien - Gruau Laroze à l'origine ;
- Château Léoville Barton, saint-julien - Léoville à l'origine ;
- Château Léoville Las Cases, saint-julien - Léoville à l'origine ;
- Château Léoville Poyferré, saint-julien - Léoville à l'origine.

### Troisièmes crus
- Château La Lagune, haut-médoc (à Ludon) - Lalagune à l'origine ;
- Château Boyd-Cantenac, margaux - Boyd à l'origine ;
- Château Cantenac Brown, margaux (à Cantenac) - Boyd à l'origine ;
- Château Desmirail, margaux ;
- Château Ferrière, margaux ;
- Château Giscours, margaux (à Labarde) ;
- Château d'Issan, margaux (à Cantenac) ;
- Château Kirwan, margaux (à Cantenac) ;
- Château Malescot Saint-Exupéry, margaux - St. Exupéry à l'origine ;
- Château Marquis d'Alesme Becker, margaux - Becker à l'origine ;
- Château Palmer, margaux (à Cantenac) ;
- Château Calon-Ségur, saint-estèphe - Calon à l'origine ;
- Château Lagrange, saint-julien ;
- Château Langoa Barton, saint-julien - Langoa à l'origine.

### Quatrièmes crus
- Château La Tour Carnet, haut-médoc (à Saint-Laurent) - Carnet à l'origine ;
- Château Marquis de Terme, margaux - Marquis de Thermes à l'origine ;
- Château Pouget, margaux (à Cantenac) - Poujet et Poujet Lassale à l'origine ;
- Château Prieuré-Lichine, margaux (à Cantenac) - Le Prieuré à l'origine ;
- Château Duhart-Milon, pauillac - Duhart à l'origine ;
- Château Lafon-Rochet, saint-estèphe - Rochet à l'origine ;
- Château Beychevelle, saint-julien - de Beychevele à l'origine ;
- Château Branaire-Ducru, saint-julien - DuLuc à l'origine ;
- Château Saint-Pierre, saint-julien ;
- Château Talbot, saint-julien.

### Cinquièmes crus
- Château Belgrave, haut-médoc (à Saint-Laurent) - Coutenceau à l'origine ;
- Château Camensac, haut-médoc (à Saint-Laurent) ;
- Château Cantemerle, haut-médoc (à Macau, entré dans le classement le 16 septembre 1855) ;
- Château Dauzac, margaux (à Labarde) ;
- Château du Tertre, margaux (à Arsac) - Le Tertre à l'origine ;
- Château d'Armailhac, pauillac (anciennement Château Mouton-Baronne-Philippe) - Darmailhac à l'origine ;
- Château Batailley, pauillac ;
- Château Clerc Milon, pauillac ;
- Château Croizet-Bages, pauillac ;
- Château Grand-Puy Ducasse, pauillac - Artigues Arnaud à l'origine ;
- Château Grand-Puy-Lacoste, pauillac - Grand Puy à l'origine;
- Château Haut-Bages Libéral, pauillac - Haut Bages à l'origine ;
- Château Haut-Batailley, pauillac - Batailley à l'origine ;
- Château Lynch-Bages, pauillac - Lynch à l'origine ;
- Château Lynch-Moussas, pauillac ;
- Château Pédesclaux, pauillac - Pédescleaux à l'origine ;
- Château Pontet-Canet, pauillac - Canet à l'origine ;
- Château Cos Labory, saint-estèphe.

## Classement des blancs
Le classement des vins blancs se décline en trois catégories et se limite uniquement aux vins liquoreux de Sauternes et de Barsac. La hiérarchie semble donc avoir été plus stricte dans le Sauternais avec trois catégories au lieu de cinq pour les rouges. Il comprend actuellement au total 27 crus dont un seul premier cru supérieur, onze premiers crus et quinze deuxièmes crus.

### Premier cru supérieur
- Château d'Yquem, sauternes.

### Premiers crus
- Château Climens, barsac ;
- Château Coutet, barsac ;
- Château Guiraud, sauternes - Bayle à l'origine ;
- Château Clos Haut-Peyraguey, sauternes (à Bommes) - Peyraguey à l'origine ;
- Château Lafaurie-Peyraguey, sauternes (à Bommes) - Peyraguey à l'origine ;
- Château La Tour Blanche, sauternes (à Bommes) - Latour Blanche à l'origine ;
- Château Rabaud-Promis, sauternes (à Bommes) - Rabeaud à l'origine ;
- Château de Rayne-Vigneau, sauternes (à Bommes) - Vigneau à l'origine ;
- Château Rieussec, sauternes (à Fargues) - Rieusec à l'origine ;
- Château Sigalas Rabaud, sauternes (à Bommes) - Rabeaud à l'origine ;
- Château Suduiraut, sauternes (à Preignac).

### Deuxièmes crus
- Château Broustet, barsac - Broustet Nérac à l'origine ;
- Château Caillou, barsac ;
- Château Doisy Daëne, barsac - Doisy à l'origine ;
- Château Doisy-Dubroca, barsac - Doisy à l'origine ;
- Château Doisy-Védrines, barsac - Doisy à l'origine ;
- Château de Myrat, sauternes - Mirat à l'origine ;
- Château Nairac, barsac - Broustet Nérac à l'origine ;
- Château Suau, barsac ;
- Château d'Arche, sauternes ;
- Château Filhot, sauternes ;
- Château Lamothe, sauternes ;
- Château Lamothe Guignard, sauternes - Lamothe à l'origine ;
- Château de Malle, sauternes (à Preignac) - Malle à l'origine ;
- Château Romer, sauternes (à Fargues) ;
- Château Romer du Hayot, sauternes (à Fargues) - Romer à l'origine.

## Répartitions par appellations

### Vins rouges

#### À l'origine
| Appellation    | Premiers Crûs | Seconds Crûs | Troisièmes Crûs | Quatrièmes Crûs | Cinquièmes Crûs | Total |
| -------------- | ------------- | ------------ | --------------- | --------------- | --------------- | ----- |
| Haut-médoc     | 0             | 0            | 1               | 1               | 2               | 4     |
| Margaux        | 1             | 5            | 10              | 4               | 2               | 22    |
| Pauillac       | 2             | 2            | 0               | 1               | 11              | 16    |
| Pessac-léognan | 1             | 0            | 0               | 0               | 0               | 1     |
| Saint-estèphe  | 0             | 2            | 1               | 1               | 1               | 5     |
| Saint-julien   | 0             | 3            | 2               | 4               | 0               | 9     |
| Total          | 4             | 12           | 14              | 11              | 16              | 57    |

#### Actuellement[Quand?]
| Appellation    | Premiers Crus | Deuxièmes Crus | Troisièmes Crus | Quatrièmes Crus | Cinquièmes Crus | Total |
| -------------- | ------------- | -------------- | --------------- | --------------- | --------------- | ----- |
| Haut-médoc     | 0             | 0              | 1               | 1               | 3               | 5     |
| Margaux        | 1             | 5              | 10              | 3               | 2               | 21    |
| Pauillac       | 3             | 2              | 0               | 1               | 12              | 18    |
| Pessac-léognan | 1             | 0              | 0               | 0               | 0               | 1     |
| Saint-estèphe  | 0             | 2              | 1               | 1               | 1               | 5     |
| Saint-julien   | 0             | 5              | 2               | 4               | 0               | 11    |
| Total          | 5             | 14             | 14              | 10              | 18              | 61    |

### Vins blancs

#### À l'origine
| Appellation | 1er Crû Supérieur | Premiers Crûs | Deuxièmes Crûs | Total |
| ----------- | ----------------- | ------------- | -------------- | ----- |
| Barsac      | 0                 | 2             | 5              | 7     |
| Sauternes   | 1                 | 7             | 6              | 14    |
| Total       | 1                 | 9             | 11             | 21    |

#### Actuellement[Quand?]
| Appellation | 1er Cru Supérieur | Premiers Crus | Deuxièmes Crus | Total |
| ----------- | ----------------- | ------------- | -------------- | ----- |
| Barsac      | 0                 | 2             | 7              | 9     |
| Sauternes   | 1                 | 9             | 8              | 18    |
| Total       | 1                 | 11            | 15             | 27    |

## Organisation interprofessionnelle
Le Conseil des grands crus classés en 1855 est l'organisation interprofessionnelle chargée de « veiller à la protection de l'utilisation du classement et d'éventuel détournement de la marque ».